# Путь Ленина (Брянская область)
Путь Ленина — посёлок в Брянском районе Брянской области, в составе Добрунского сельского поселения. Расположен в 5 км к северо-западу от села Теменичи, в 2,5 км к юго-востоку от деревни Титовка. Население — 6 человек (2010).

## История
Возник около 1930 года как одноимённый колхоз. До 1959 года входил в Трубчинский сельсовет, в 1959—1970 в Толмачевский, в 1970—2000 — в Теменичский сельсовет.
| Годы      | 1979 | 1989 | 2002 | 2010 |
| --------- | ---- | ---- | ---- | ---- |
| Население | 49   | 7    | 7    | 6    |